# حامد علي خان
حامد علي خان (بالأردوية: حامد علی خان)‏ هو مغني باكستاني، ولد في 1953 في لاهور في باكستان.

## وصلات خارجية
- حامد علي خان على موقع IMDb (الإنجليزية)
- حامد علي خان على موقع ميوزك برينز (الإنجليزية)